# Borki (Katowice)
Borki (niem. Borken) – część Katowic, położona w północno-wschodnim fragmencie miasta, w dzielnicy Szopienice-Burowiec, nad Brynicą.
Jest to dawna kolonia robotnicza, którego historia sięga XIX wieku. Do lat 70. XIX wieku przy obecnej ulicy Borki powstało osiedle patronackie dla pracowników zakładów spółki Georg von Giesches Erben, które z biegiem czasu zostały częściowo opuszczone. W latach 2014–2015 zabudowa kolonii została częściowo wyburzona, a od marca 2015 roku pozostała część historycznej zabudowy Borek jest ujęta w gminnej ewidencji zabytków. Dociera do niej z południa ulica J. Korczaka, od zachodu ulica Borki, która łączy się z aleją W. Roździeńskiego (część drogi ekspresowej nr 86).

## Historia

### Początki
Początki Borek sięgają XIX wieku jako kolonii robotniczej położonej nad brzegiem Brynicy, na terenie Roździenia, przy granicy prusko-rosyjskiej. Mieszkali w niej robotnicy okolicznych zakładów przemysłowych. W 1813 roku w pobliżu kolonii rozpoczęła produkcja huta żelaza „Dietrich”, która w 1845 roku zatrudniała dwunastu pracowników i wyprodukowała wówczas 713 cetnarów surówki. Została ona zamknięta w drugiej połowie XIX wieku. W latach 60. lub 70. XIX wieku dla pracowników zakładów spółki Georg von Giesches Erben powstało osiedle patronackie przy dzisiejszej ulicy Borki.
Pomiędzy 1872 a 1873 rokiem przy obecnej ulicy J. Korczaka 95 powołano szkołę. Szkoła podstawowa w Borkach była czynna do 1968 roku, po czym dzieci z Borek zaczęły naukę w Szkole Podstawowej nr 45. Po zamknięciu szkoły w budynku znajdowało się Młodzieżowe Schronisko Turystyczne. Na przełomie XIX i XX wieku Borki, położone wówczas w gminie Roździeń, liczyły ponad 1 000 osób. W 1912 roku pomiędzy Borkami i główną zabudową gminy Roździeń wybudowano secesyjną wieżę wodną projektu Zillmannów, dla hut cynku spółki Georg von Giesches Erben.

### Lata międzywojenne
W 1922 roku Borki zostały włączone do Polski, a właścicielem kolonii pozostała spółka Giesche. W okresie międzywojennym w pobliżu Borek, na terenie gminy Dąbrówka Mała, czynna była kopalnia węgla kamiennego „Polska” (w 1937 roku zmieniono jej nazwę na „Dąbrówka Śląska”). Załoga kopalni często organizowała strajki, żądając niezamykania kopalni bądź wypłaty zaległych pensji. W latach 1922–1923 miejscowa drużyna palanta „Gwiazda” Borki rozsławiła osadę zdobywając dwukrotne mistrzostwo Polski. W 1930 roku gminę Roździeń (wraz z Borkami) połączono z gminą Szopienice, tworząc gminę Roździeń-Szopienice (od 1934 roku zrezygnowano z pierwszego członu, a oficjalna nazwa od tej pory brzmiała gmina Szopienice).

### Lata powojenne

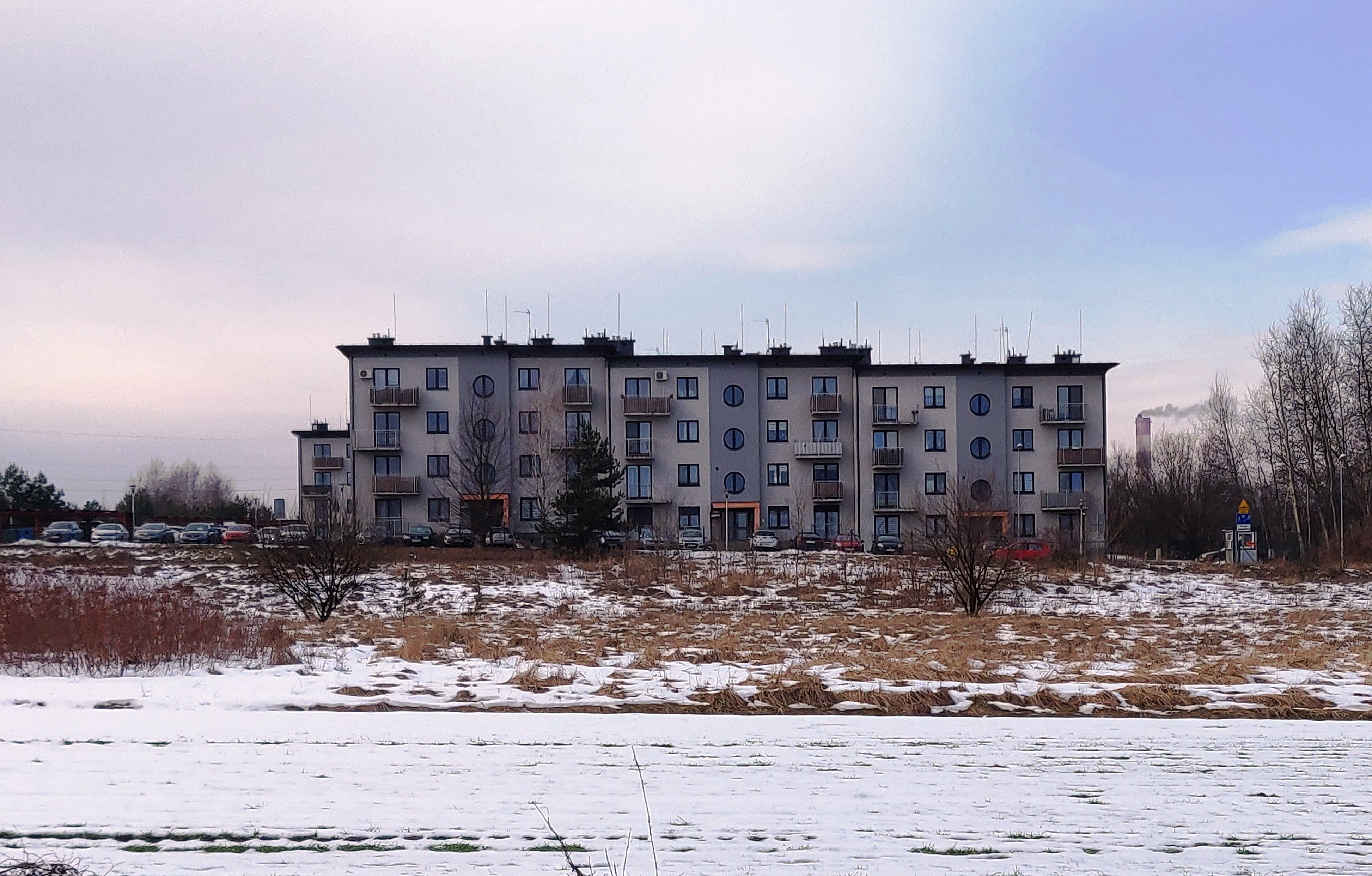
Osiedle mieszkaniowe przy ulicy gen. W. Andersa z 2013 roku

Po II wojnie światowej zabudowa Borek przeszła w zarząd Huty Metali Nieżelaznych „Szopienice”, W tamtym czasie, w 1954 roku uruchomiono upadową kopalnię węgla kamiennego „Borki”, która zakończyła funkcjonowanie 1 czerwca 1967 roku. W latach 50. i 60. XX wieku osiedle patronackie uległo degradacji na skutek działalności górniczej, po czym zabudowa została otynkowana i pomalowana na pomarańczowo. Kolonia robotnicza przeszła w zarząd Hutniczo-Górniczej Spółdzielni Mieszkaniowej. W dniu 31 grudnia 1959 roku Borki wraz z Szopienicami zostały włączone do Katowic.
Po 1989 roku planowano wyburzyć osiedle patronackie. Pierwsze plany pochodzą z początku XXI wieku, lecz z powodu sprzeciwu władz miasta oraz mieszkańców wówczas do tego nie dopuszczono. W 1997 planowano przekształcenie tego miejsca w osiedle studenckie. W 2013 roku powstało nowe osiedle pomiędzy Burowcem a Borkami, przy ulicy gen. W. Andersa. W latach 2014–2015 rozpoczęto wyburzanie kolonii patronackiej przy ulicy Borki, argumentując groźbą zawalenia budynków i niskimi walorami funkcjonalnymi. Część budynków zamurowano. W marcu 2015 pozostała część obiektów została objęta ochroną w ramach gminnej ewidencji zabytków, co skutkowało wstrzymaniem wyburzeń. Decyzją z 23 listopada 2022 roku Śląski Wojewódzki Konserwator Zabytków orzekł o niewpisaniu do rejestru zabytków zespołu zabudowy osiedla robotniczego Borki.

## Charakterystyka

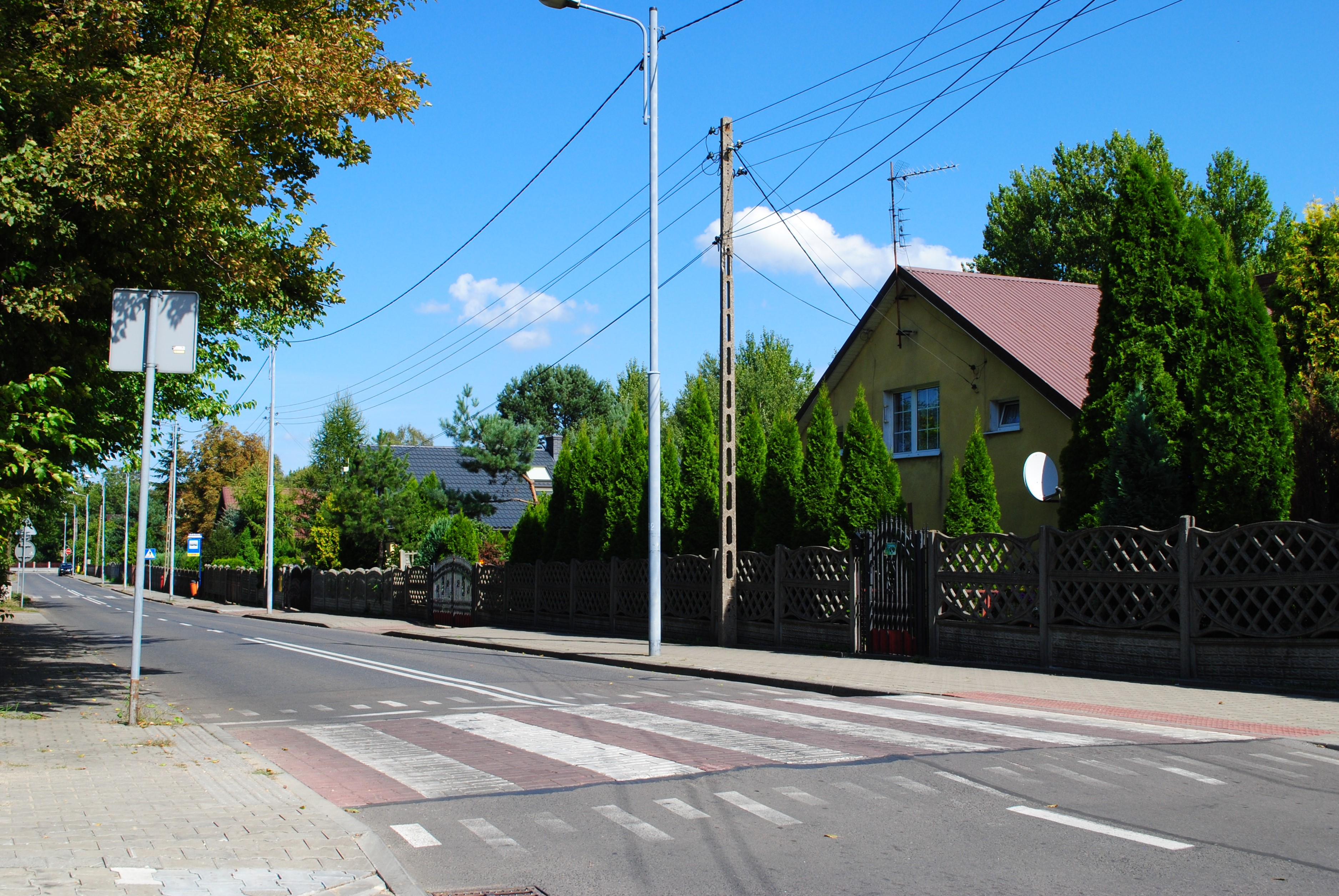
Domy jednorodzinne przy ulicy J. Korczaka z II połowy XIX wieku

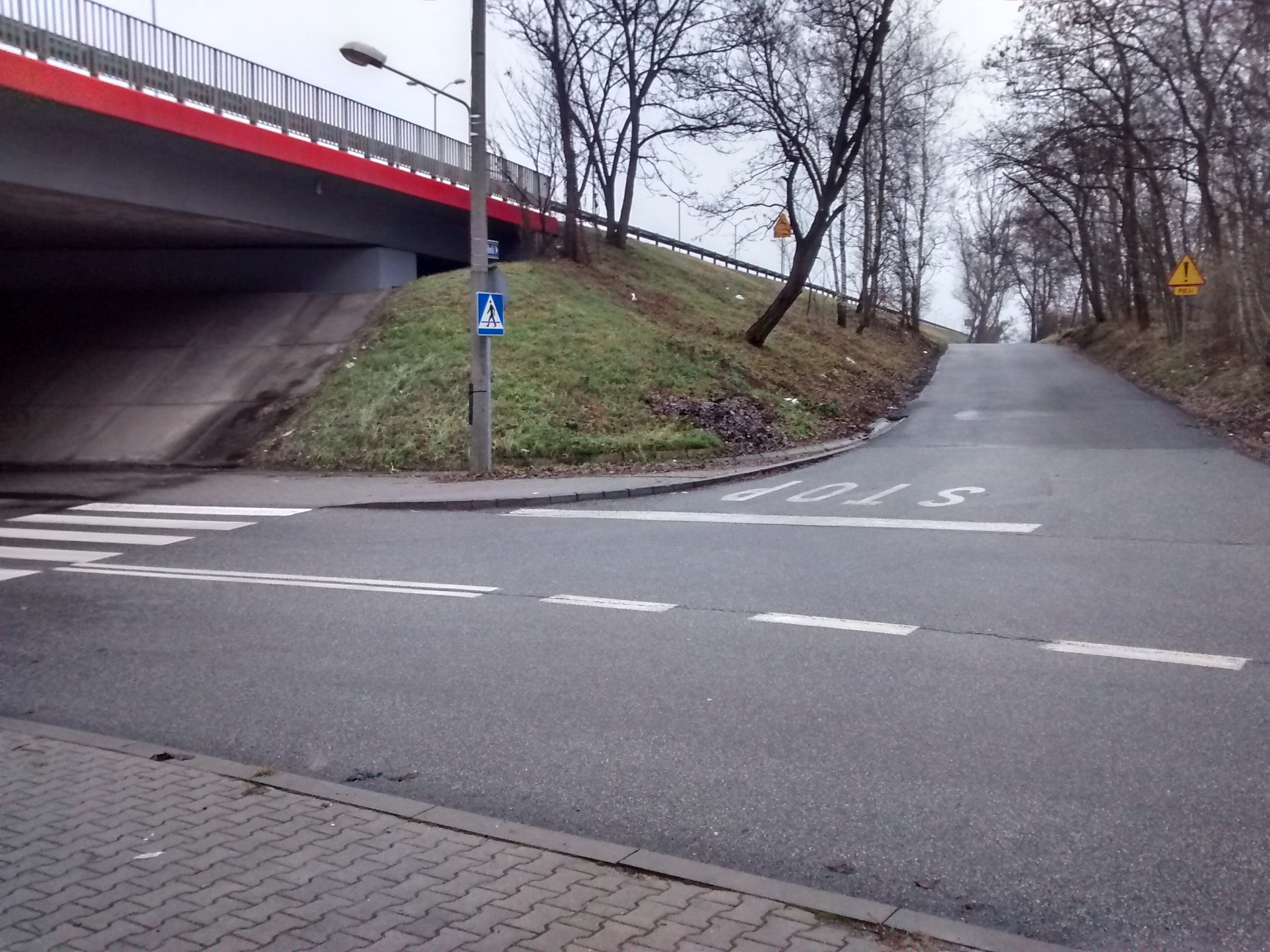
Początek ulicy Borki w rejonie alei Walentego Roździeńskiego

Borki pod względem administracyjnym położone są w województwie śląskim i stanowią część dzielnicy Katowic – Szopienice-Burowiec. Graniczą one od północy z Sosnowcem, od południa z Szopienicami, a od zachodu z Burowcem i Dąbrówką Małą. Borki położone są przy stawie Borki, będącym fragmentem zespołu przyrodniczo-krajobrazowy „Szopienice-Borki”
Główną część osady stanowią dwukondygnacyjne ceglane domy kilkurodzinne (familoki), położone przy ulicy Borki w trójszeregowym układzie urbanistycznym, o prostej architekturze. Dwa z tych obiektów wyburzono w latach 2014–2015. W marcu 2015 roku wpisano do gminnej ewidencji zabytków budynki przy ulicy J. Korczaka 33, 35, 43, 45, 47, 49, 51, 53, 55 i 57. Pierwotnie obiekty te miały elewację ceglaną, przykrytą w późniejszym czasie warstwą tynku. Budynki te zostały wzniesione na planie prostokąta z zewnętrzną klatką schodową i dwuspadowym dachem. Do osiedla prowadziła brama w postaci łuku nad drogą, a same domy były połączone murkami. Wewnątrz znajdowały się piece do pieczenia chleba oraz chlewiki.
W latach 60. XIX wieku powstały również domy jednorodzinne wzdłuż ulicy J. Korczaka 78-86, a od lat 70. do lat 90. XIX wieku powstała większa część zabudowy dzielnicy. W latach 60. i 70. wzniesiono budynki magazynowe, a 2013 roku osiedle pomiędzy Burowcem a Borkami, przy ulicy gen. W. Andersa.
Działalność gospodarcza w Borkach jest rozproszona. Według stanu z 2020 roku działają tutaj m.in.: hurtownie materiałów instalacyjnych i węgla kamiennego, producent materiałów biurowych, sklep ogrodniczy, sklep z artykułami do dekoracji okien, firma oferująca przeprowadzki oraz hostel. Przy ulicy gen. W. Andersa 24/2 funkcjonuje zaś Konsulat Honorowy Republiki Beninu w Katowicach.
Wierni rzymskokatoliccy z Borek przynależą do parafii Matki Bożej Nieustającej Pomocy w Katowicach przy ulicy Siewnej.
Borki łączą dwie ulice o klasie dróg lokalnych: Borki i Janusza Korczaka. Ulica Borki łączy osadę w kierunku zachodnim z węzłem z aleją W. Roździeńskiego (droga ekspresowa nr 86) i z Dąbrówką Małą (ulica Pod Młynem), natomiast ulica J. Korczaka łączy dzielnicę z Szopienicami. Na Borki kursują autobusy na zlecenie Zarządu Transportu Metropolitalnego. Znajdują się tu dwa przystanki: Borki Korczaka i Borki Pętla. Z obydwóch odjeżdża jedna linia autobusowa – nr 70, która w kursuje ze średnią częstotliwością 1-2 kursów na godzinę. Łączy ona Borki z północnymi częściami Katowic: z Szopienicami, Zawodziem, Bogucicami, Koszutką, Śródmieściem, Załężem i osiedlem W. Witosa. Na skrzyżowaniu ulic J. Korczaka i gen. W. Andersa znajduje się stacja rowerów miejskich Metrorower nr 27430.